# Hans Goedicke
Hans G. Goedicke (* 7. August 1926 in Wien; † 24. Februar 2015 in Towson, Maryland) war ein österreichischer Ägyptologe.

## Leben
Hans Goedicke studierte nach dem Kriegsdienst ab 1945 an der Universität Wien, wo er 1949 promoviert wurde. 1949 bis 1951 arbeitete er als Assistent am Kunsthistorischen Museum in Wien, bevor er in die Vereinigten Staaten ging. Dort war er von 1952 bis 1957 zunächst Assistent an der Brown University, anschließend arbeitete er ein Jahr für die UNESCO am Tempel von Abu Simbel. 1958/59 war er als Assistent an der Universität Göttingen tätig und lehrte ab 1960 Ägyptologie an der Johns Hopkins University in Baltimore, zunächst als Lecturer, ab 1962 als Assistant Professor, ab 1966 als Associate Professor und ab 1968 als Full Professor. 1968 bis 1973 und 1979 bis 1984 leitete er dort das Department of Near Eastern Studies.
Hans Goedicke verbrachte neben seiner Professur an der Johns Hopkins University regelmäßig die Sommermonate in Imbach (Österreich), wo er seit 1976 ein Haus in der Kirchengasse 28 besaß, das er bis zu seinem Lebensende bewohnte.
Hans Goedicke war hauptsächlich auf den Gebieten der ägyptischen Sprache und Epigraphik tätig, insbesondere für die Zeit des Alten Reiches, führte jedoch auch archäologische Unternehmungen in Ägypten durch, so einen epigraphischen Survey in Assuan, Gharb Assuan und Gebel Tingar (1964, 1967), Grabungen in der Nekropole von Gizeh (1972, 1974) und einen Survey im Wadi Tumilat (1977, 1978, 1981).

## Veröffentlichungen (Auswahl)
- Die Stellung des Königs im Alten Reich. Harrassowitz. Wiesbaden 1960.
- Ostraka Michaelides. Harrassowitz, Wiesbaden 1962.
- Königliche Dokumente aus dem Alten Reich (= Ägyptologische Abhandlungen Bd. 14). Harrassowitz, Wiesbaden 1967.
- Die privaten Rechtsinschriften aus dem Alten Reich. Verlag Notring der wissenschaftlichen Verbände Österreichs, Wien 1970.
- Re-Used Blocks from the Pyramid of Amenemhet I at Lisht (= The Metropolitan Museum of Art Egyptian Expedition. Band 20). The Metropolitan Museum of Art, New York 1971 (Digitalisat).
- Die Geschichte des Schiffbrüchigen. Harrassowitz, Wiesbaden 1974.
- Die Darstellung des Horus. Verlag des Verbandes der wissenschaftlichen Gesellschaften Österreichs, Wien 1982.
- The Quarrel of Apophis and Seqenenreˁ. Van Siclen Books, San Antonio 1986, ISBN 978-0-933175-06-8.
- The Battle of Megiddo. Halgo, Baltimore 2000, ISBN 1-89284-001-4.